# トレーン、ウクバール、オルビス・テルティウス
「トレーン、ウクバール、オルビス・テルティウス」（Tlön, Uqbar, Orbis Tertius）は、ホルヘ・ルイス・ボルヘスの短編小説。『伝奇集』の一篇。捏造された百科事典に語られる幻想国家とその文化をめぐる奇譚である。

## あらすじ
トレーン、ウクバール、オルビス・テルティウスの物語は三部構造をとっている。
まず第一部はボルヘス当人と目される主人公(私としか書かれていない)が、友人のビオイ・カサーレスとウクバールを発見するまでの顛末が語られる。ウクバールは海賊版の百科事典に仕込まれたいたずらであるとされており、薔薇十字やグノーシス派の記述を織り交ぜながら、捏造された架空の土地であることが明確に示されている。「トレーン」という言葉はウクバール文学の舞台となる場所の名として挙げられており、この時点ではウクバールという存在をそれらしく見せるためのギミックでしかない（小説の作者であるボルヘスが、ではなく、この小説の主張では存在するはずのウクバールの創案者が、である）。
第二部は現実世界での『オルビス・テルティウス』の発見と、その内容についての詳細に終始する。『Orbis Tertius』とはラテン語で、英語で言えば『Orbit-third』(第三天体、第三世界の意)程度に相当する。これは『私』がアッシュという男の遺品から発見したと主張する『トレーン第一百科事典 第11巻』なる英語の書物に押されていたスタンプの文字である。この書物を巡ってN.R.F誌(これは実在の文学誌でボルヘスも寄稿している)上で論戦が交わされ、ボルヘスのいずれも実在する友人が様々な可能性を提起している。彼らの間で一致した結論は、何らかの秘密結社が存在しており、多数の専門家を交えた百科全書的空想世界を作り出そうとしている、ということである。第11巻は前後巻との関連の可能性が指摘されているが、この時点では見つかっているのは第11巻のみである。
第二部の後半部はトレーンの文化や宇宙観について、第11巻の記述から得られた情報が解説されている。この解説によるとトレーンは完全な唯心論の世界で、名詞は存在せず全てが形容の連鎖によって捉えられる。それは(トレーンの)現実世界にも及んでおり、認識することが存在を規定するまでになっている、とされる。第二部以降にはウクバールに関する記述は一つも登場しない。
ここまでの二部は1940年の署名となっており、『私』が発見したと主張する風変わりな架空世界に付いての報告の体裁をとっている。実在の人物や団体が登場することでまことしやかに語ってはいるが、こういった仮想世界の挿入自体は(冒頭の百科事典が既にそうであるように)創作一般で普通に行われることである。しかしこの後に続く「1947年の追記」とされる第三部で事態は一変する。
第三部冒頭の記述によると、ここまでの二部は『幻想文学選集』からの再録で一部訂正を行った物とされている。ここからは語り口が変わり、トレーンはもはや架空の存在ではなく、ある種の実体を伴って現実に干渉を始めている。まず1941年にアッシュの遺品から新たな手紙が発見され、17世紀初頭から続くトレーン創造の歴史が明らかになったという。時を同じくしてトレーン世界の品物や物質が現実世界で発見されるようになる。こうしてトレーンは徐々に現実を浸食し始め、『私』の記述では既に偽りか否か確かめる術のない情報で世界は作り替えられているという。そしていずれ世界はトレーンと置き換わるという予言を残して小説は終わる。
予言ほどの規模ではないにしろ、この小説もまた現実に浸食する性質を備えている。例えば1947年の追記とあるが、この小説自体は1940年に書かれており、どこまで小説が原形を留めているのかすらはっきりしないようになっている。架空の1940年版を誰かが捏造したとして、その真贋は結局出典の質によるため、この小説のように知識のネットワークそのものに疑いを持ち始めた場合、正確なことが言えなくなってしまう。しかもトレーンはその定義から「世界は既にトレーンを語るネットワークの一部である」という認識によって存在を規定されており、トレーンを語ったこの小説を起点として読者の全世界の認識を巻き込んでいくように仕掛けられている。つまり小説自体がトレーンという認識=存在の現実浸食の尖兵として機能するギミックになっているわけである。ボルヘス本人はこの小説を「現実世界にはない金属はどういう素材で作られたのか？」のようなジョークを盛り込むなど意図的に小説のレベルに留めているが、提起されている問題は情報化時代の伝聞の信頼性の問題やシミュレーテッドリアリティを完全に先取りしており、きわめて今日的な内容である。
またボルヘス的な幻想小説であるため分かりづらいが、トレーンによって書き換えられた現実は『1984』のような全体主義に支配されたディストピアそのものといえ、それに対して「わたしは気にせず自分の仕事を続ける」とするボルヘスはそれに対するささやかな抵抗を行っていることになる。